# さくら (フェリー)
さくらは、宇和島運輸が運航していたフェリー。

## 概要
内海造船瀬戸田工場で建造され、1998年1月25日に就航した。
共有建造制度を利用して建造された、鉄道建設・運輸施設整備支援機構との共有船である。
2018年3月2日、船名をTRANS ASIA18へ変更し、トランスアジアへ売却され、フィリピンで就航（船籍国はモンゴル）。

### 就航していた航路
- 八幡浜港 - 臼杵港

本船とおおいたの2隻で1日7往復を運航する。ドック期間中および代船運航中は減便となる。
- 八幡浜港 - 別府港（別府観光港）

ドック期間の代船として別府航路で運航される場合がある。

## 船内

### 船室
- 特等室（2-4名） - ベッド、ソファーセット、トイレ、化粧台付
- 一等室（4-8名） - 枕、毛布、マット付
- 二等室
- ドライバー室

### 設備
- 売店
- ゲームコーナー
- マッサージチェア